# クロムチタンイエロー
クロムチタンイエロー（chrome titan yellow）は、セラミック顔料の1つで、ルチル型二酸化チタン（TiO2）にクロムとアンチモン、ニオブあるいはタングステンが固溶した黄色顔料。クロムチタン黄とも呼ばれ、英語ではchromium titanium yellowと表記されることもある。二酸化チタンにクロムとアンチモンが固溶したものをTi-Cr-Sb系と呼び、二酸化チタンにクロムとタングステンが固溶したものをTi-Cr-W系と呼ぶ。また二酸化チタンにクロムとニオブが固溶したものをTi-Cr-Nb系と呼ぶ。
なおクロムチタンイエロー以外のクロムを含む黄色顔料のクロムは全て6価なのに対して、クロムチタンイエローのクロムは3価である。そのためクロムチタンイエローは低毒性の安全な顔料であると言える。

## Ti-Cr-Sb系
二酸化チタン、酸化クロム（Cr2O3）、三酸化アンチモン（Sb2O3）を配合し、1300℃で焼成することによりアンチモンはSb5+イオンとなり、ルチル型のCrSbO4の形でTiO2に固溶。Colour Index Generic Nameは、Pigment Brown 24である。

## Ti-Cr-W系
二酸化チタン、酸化クロム（Cr2O3）、タングステン酸アンモニウム（(NH4)2WO4）を配合し、Ti-Cr-Sb系同様1300℃で焼成し、三重ルチル型のCr2WO6の形でTiO2に固溶。Colour Index Generic NameはPigment Yellow 163である。

## Ti-Cr-Nb系
Colour Index Generic NameはPigment Yellow 162である。

## 用途
クロムチタンイエローはセラミック顔料であるが、酸化チタンは釉薬と反応しやすいため、専らタイルの素地に練り込んで使用する。セラミックス以外では、様々な絵具メーカーがクロムチタンイエローを用いて絵具を製造している。最近では塗料やプラスチック等の着色にも用いられている。